# Perakanthus
Perakanthus  es un género monotípico de plantas con flores perteneciente a la familia de las rubiáceas. Incluye una sola especie: Perakanthus velutinus (Ridl.) Robyns ex Ridl. (1925). Es nativa de Malasia.

## Taxonomía
Perakanthus velutinus fue descrita por (Ridl.) Robyns ex Ridl. y publicado en The Flora of the Malay Peninsula 5: 317, en el año 1925.
Sinonimia
- Canthium velutinum Ridl. basónimo[3]